# Croce al merito di guerra
La croce al merito di guerra è un'onorificenza italiana.

## Storia
Istituita durante la prima guerra mondiale, con il R.D. 19 gennaio 1918, n.205, la Croce al merito di guerra venne concessa a tutti i combattenti italiani che avessero onorevolmente prestato servizio attivo per un periodo minimo ben definito (non meno di un anno) in zona di guerra o fossero stati feriti o caduti in azione.
Questa onorificenza venne consegnata a gran parte dei combattenti della prima guerra mondiale e della seconda guerra mondiale, oltre ai combattenti nella guerra italo-etiopica del 1935-36, in quanto non presupponeva l'esecuzione di atti di particolare valore militare.
Essa era conferita a militari e militarizzati cui fosse stato riconosciuto il servizio per almeno cinque mesi in zona di guerra; che avessero riportato ferite o mutilazioni in combattimento; che si fossero distinti in operazioni di notevole importanza; se marittimi, che avessero compiuto un periodo di navigazione della durata di almeno cento giorni; se appartenenti al personale di volo, che avessero compiuto complessivamente almeno sessanta ore di volo in zona di guerra; che fossero stati catturati e deportati in Germania o in territori controllati dai tedeschi dopo l'8 settembre 1943 e la deportazione si fosse protratta per un periodo di almeno cinque mesi. Parimenti avevano diritto tutti i caduti, i dispersi ed i morti nei campi di prigionia tedeschi o nipponici.
Differentemente da questa decorazione, la Croce di guerra al valor militare è concessa per atti particolari di valore personale.

## Insegne
Questa medaglia, come del resto tutte le medaglie di merito, conobbe due versioni, una concessa dal Regno d'Italia e una dalla Repubblica Italiana. Una terza versione, emessa dalla Repubblica Sociale Italiana in contrapposizione a quella del Regno d'Italia, fu approvata dal governo fascista nel 1945 ma mai adottata. Le insegne al merito di guerra della Repubblica Italiana vennero prevalentemente concesse ai partigiani che combatterono  durante il periodo 1943-1945.

### Regno d'Italia
La medaglia era costituita da una croce greca in rame, riportante al diritto, sulle due braccia orizzontali, la scritta "MERITO DI GUERRA". Sulle braccia verticali si trova, in alto il monogramma coronato di Vittorio Emanuele III, che istituì la decorazione. In basso si trova invece un gladio romano, invaso di foglie d'alloro. Il retro della medaglia raffigura, in centro, una stella a cinque punte, raggiante sulle braccia della croce.
Il nastro era azzurro, con due strisce bianche centrali separate. Alla seconda concessione della medaglia, il nastrino poteva essere completato con una corona reale di bronzo. Dalla terza concessione in poi, il nastrino poteva essere completato con due corone reali di bronzo. Secondo il regolamento originario, la Croce al merito di guerra poteva essere conferita al massimo per tre volte, con ogni conferimento successivo al primo indicato con l'apposizione di una piccola corona bronzata sul nastro di un'unica croce (o sul relativo nastrino). Successivamente questa limitazione venne revocata e venne indossata una decorazione per ciascun conferimento (regio decreto 19 gennaio 1918, n. 205). Nel dicembre 1942 venne nuovamente stabilita l'autorizzazione ad indossare una singola Croce, con i successivi conferimenti così indicati:
- 1º conferimento: nastro ordinario senza corone
- 2º conferimento: 1 corona di bronzo
- 3º conferimento: 1 corona d'argento
- 4º conferimento: 1 corona d'oro
- 5º conferimento: 1 corona di bronzo e 1 d'oro
- 6º conferimento: 1 corona d'argento e 1 d'oro
- 7º conferimento: 2 corone d'oro
- 8º conferimento: 1 corona di bronzo e 2 d'oro
- 9º conferimento: 1 corona d'argento e 2 d'oro
- dal 10º conferimento: 3 corone d'oro

| Regno d'Italia regio decreto 19 gennaio 1918, n. 205 pubblicato sulla Gazzetta Ufficiale del Regno d'Italia n. 73 del 27 marzo 1918 Massimo 3 conferimenti totali e portabilità di 1 sola medaglia/nastrino |                 |                 |
| 1º conferimento | 2º conferimento | 3º conferimento |

| Regno d'Italia regio decreto 10 marzo 1918, n. 356 pubblicato sulla Gazzetta Ufficiale del Regno d'Italia n. 73 del 27 marzo 1918 Massimo 3 conferimenti totali e portabilità di 1 sola medaglia/nastrino |                 |                 |
| 1º conferimento | 2º conferimento | 3º conferimento |

| Regno d'Italia regio decreto 21 marzo 1938, n. 538 pubblicato sulla Gazzetta Ufficiale del Regno d'Italia n. 115 del 21 maggio 1938 Massimo 3 conferimenti per ogni guerra e portabilità di 1 sola medaglia/nastrino |                 |                 |
| 1º conferimento | 2º conferimento | 3º conferimento |

| Regno d'Italia regio decreto 14 dicembre 1942, n. 1729 pubblicato sulla Gazzetta Ufficiale del Regno d'Italia n. 29 del 5 febbraio 1943 Non si potrà però mai conferire più di 1 croce per ciascun periodo di 12 mesi consecutivi (minimo 5 mesi complessivi per anno) di partecipazione alla guerra, anche se in tale periodo siano stati realizzati più titoli. Gli insigniti di più croci al merito di guerra portano 1 solo nastrino e 1 sola insegna, anche se decorati di altre croci al merito di guerra, conseguite per campagne precedenti. Le diverse concessioni sono distinte da 1 fino a 3 corone reali applicate sul nastrino, di bronzo, di argento e di oro, a seconda del numero delle croci al merito di guerra che stanno a rappresentare. |                 |                      |
| 1º conferimento |                 |                      |
| 2º conferimento | 3º conferimento | 4º conferimento      |
| 5º conferimento | 6º conferimento | 7º conferimento      |
| 8º conferimento | 9º conferimento | dal 10º conferimento |

### Repubblica Italiana

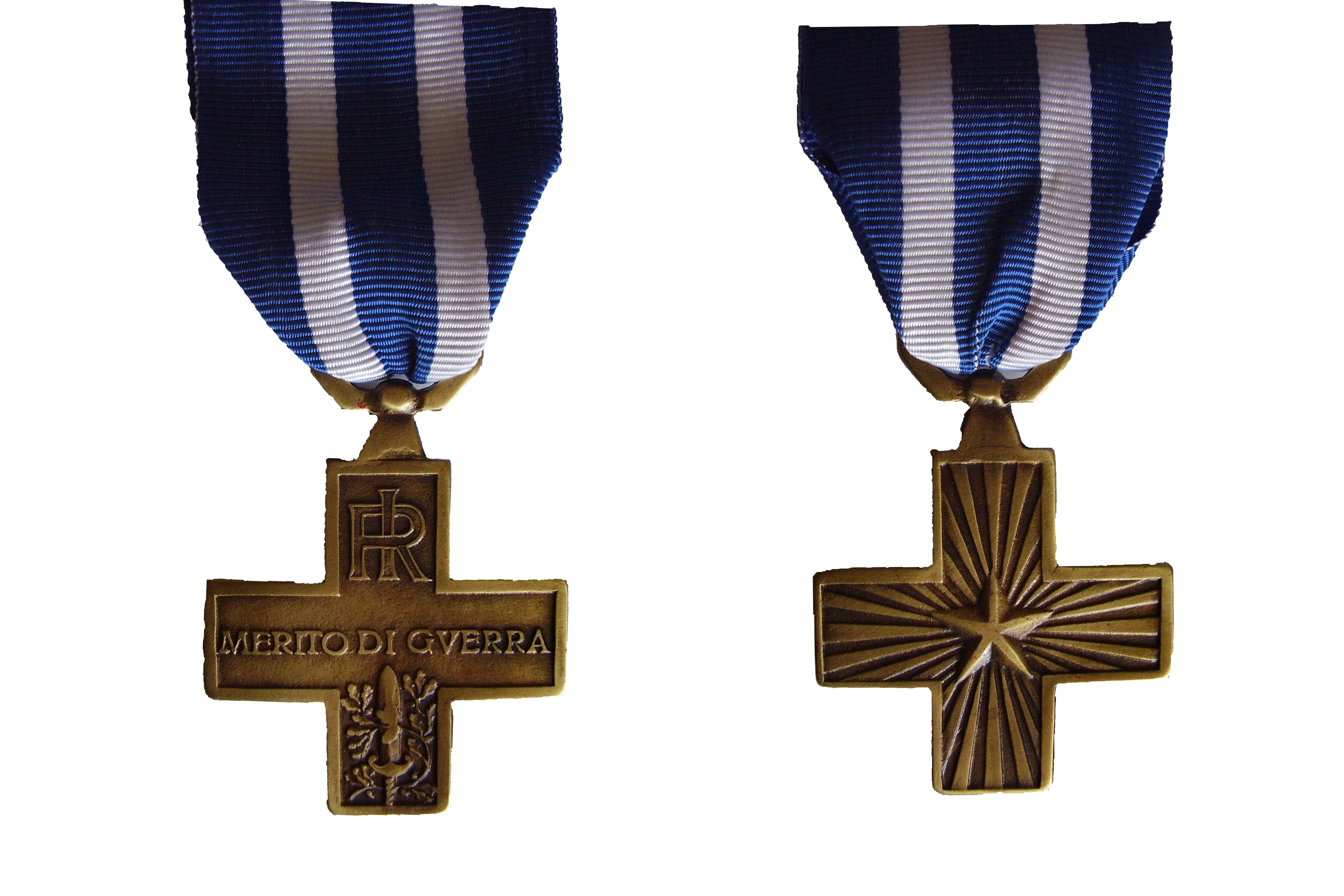
Croce al merito di guerra della Repubblica Italiana

La medaglia è costituita da una croce greca in rame riportante al diritto, sulle due braccia orizzontali, la scritta "MERITO DI GUERRA". Sulle braccia verticali si trova, in alto il monogramma della Repubblica Italiana. In basso si trova invece un gladio romano invaso di foglie d'alloro. Il retro della medaglia raffigura in centro una stella a cinque punte raggiante sulle braccia della croce.
Il nastro è azzurro con due strisce bianche centrali separate. Alla seconda concessione e oltre della medaglia, il nastrino poteva essere completato con una o due stelle di bronzo.
| Repubblica Italiana decreto del Capo Provvisorio dello Stato 5 agosto 1947, n. 931 pubblicato sulla Gazzetta Ufficiale della Repubblica Italiana n. 221 del 26 settembre 1947 Non si potrà però mai conferire più di 1 croce per ciascun periodo di 12 mesi consecutivi di partecipazione alla guerra, anche se in tale periodo siano stati realizzati più titoli, né si potranno conferire più di 3 croci al merito di guerra, per ciascun conflitto, anche se di durata superiore ai 36 mesi. Gli insigniti di più croci al merito di guerra conseguite nella guerra 1940-1945 e nelle precedenti, portano 1 nastrino ed 1 insegna per ciascuna guerra. La concessioni successive alla prima che si riferiscono alla stessa guerra vengono distinte con 1 o due stellette di bronzo a 5 punte del diametro di 6 millimetri, applicate sui nastrino. |                |                      |
| 1ª concessione | 2ª concessione | dalla 3ª concessione |

| Repubblica Italiana decreto del Presidente della Repubblica 8 settembre 1949, n. 773 pubblicato sulla Gazzetta Ufficiale della Repubblica Italiana n. 251 del 31 ottobre 1949 Cambiamento del modello della Croce da "regia" a "repubblicana". |                |                |
| 1ª concessione | 2ª concessione | 3ª concessione |

## Enti territoriali decorati
- Brindisi[3]
- San Donà di Piave (VE)[4] (decorata anche di Medaglia d'argento al valor militare)
- Udine [senza fonte] (decorata anche di Medaglia d'oro al valor militare)